# هينريتش سبرينغر
هينريتش سبرينغر (بالألمانية: Heinrich Springer)‏ هو مهندس ألماني، ولد في 3 نوفمبر 1914 في كيل في ألمانيا، وتوفي في 27 أكتوبر 2007 في Oelixdorf ‏ في ألمانيا.